# VI департамент МВД ПНР
VI департамент МВД ПНР (пол. Departament VI Ministerstwa Spraw Wewnętrznych) — структурное подразделение Службы безопасности Министерства внутренних дел ПНР в 1984—1989. Специализировался на оперативном контроле над сельским хозяйством, агропромышленным комплексом и политическим положением в сельской местности, борьбе с Сельской Солидарностью. Ликвидирован в ходе радикальных политических перемен перед расформированием СБ.

## Организационная предыстория

### До МВД
В первой спецслужбе польского коммунистического режима — Ведомстве общественной безопасности (RBP, 1944) положение в сельской местности находилось в ведении ключевого департамента контрразведки. В Министерстве общественной безопасности (MBP, 1945—1954) перешла к IV департаменту, но не выделялась в отдельную структуру, а объединялась с общеэкономическим контролем. Только в июне 1954 приказом министра Радкевича в IV департаменте MBP была учреждена Сельская инспекция с отделениями во всех воеводствах. Но уже в конце года этот орган был упразднён вместе с министерством. В Комитете общественной безопасности (KdsBP, 1954—1956) сельскохозяйственная проблематика также состояла в ведении IV (экономического) департамента. Подавлялось антикоммунистическое повстанческое движение в сельской местности — в MBP и KdsBP этим занимались департаменты III, по борьбе с вооружённым подпольем.

### В III департаменте
28 ноября 1956 новое руководство ПОРП во главе с Владиславом Гомулкой провело очередную реформу правоохраны и госбезопасности. Органы госбезопасности и гражданской милиции объединялись в структуре Министерства внутренних дел ПНР. Учреждалась Служба безопасности МВД (SB MSW, СБ). Центральный аппарат СБ МВД ПНР включал более двадцати структурных подразделений, в том числе III департамент — «по борьбе с антигосударственной и антисоциалистической деятельностью».
В структуре III департамента создавался 6 отдел — по оперативному контролю над экономикой. Первым начальником отдела был назначен майор Владислав Цястонь. На прежней службе в MBP Цястонь занимался именно сельскими делами — репрессиями в отношении крестьян-единоличников и членов Польской народной партии Станислава Миколайчика.
С середины 1950-х положение на селе перестало быть остропроблемным для правящей компартии ПОРП. В ходе реформ «гомулковской оттепели» была прекращена принудительная коллективизация, распущено большинство госхозов и кооперативов колхозного типа, земельные участки возвращены в частную собственность крестьян-единоличников. Вооружённое повстанчество прекратилось. Сельское население даже отличалось повышенной степенью лояльности к властям ПНР. В 1980—1981 движение Сельская Солидарность значительно уступала Солидарности рабочей.

### Из департамента IIIA в департамент IV
1 мая 1979 приказом министра Ковальчика в структуре СБ МВД был учреждён Депаратамент IIIA, впоследствии V департамент — по контролю над экономикой. В структуру департамента был включён 5 отдел — по сельскому хозяйству. Первым руководителем департамента стал Владислав Цястонь уже в звании генерала бригады. В ноябре 1981 его сменил генерал бригады Юзеф Сасин.
21 февраля 1981 приказом министра Кищака контроль над положением в сельском хозяйстве был передан в IV департамент — «по борьбе с враждебной деятельностью церкви» (был сделан вывод, что сельская оппозиция практически совпадает с сельским Костёлом). Были созданы 7, 8 и 9 отделы — по разным сферам сельской проблематики (сельскохозяйственные ведомства, Объединённая крестьянская партия, «Сельская Солидарность» и другие оппозиционные группы).

## Отдельное подразделение

### Создание и руководство
19 октября 1984 офицеры спецгруппы D IV департамента совершили убийство Ежи Попелушко. Это преступление повлекло в том числе серьёзные изменения в системе МВД. Прерогативы IV департамента были значительно сокращены. Группа D расформирована вообще, сельскохозяйственные отделы выведены из департаментской структуры. 30 ноября 1984 Кищак издал приказ об учреждении VI департамента МВД ПНР.
Начальником (директором) VI департамента был назначен 
- полковник Збигнев Яблоньский[1],

бывший Краковский воеводский комендант милиции и заместитель начальников IV департамента генерала Платека и полковника Барановского. 
В феврале 1988 полковника Яблоньского сменил 
- полковник Тадеуш Заорский,

ранее заместитель генерала Сасина в V департаменте.
Заместителем начальника являлся полковник Винценты Банасяк (до того начальник 7 отдела в IV департаменте), несколько месяцев в 1989 — полковник Анджей Квятковский (до того возглавлял различные отделы и опергруппы в III департаменте).

### Организационная структура
В новом департаменте учреждались шесть отделов:
- Отдельная общая секция (с 1988 — 6 отдел)
- 1 отдел — информационно-аналитический
- 2 отдел — по государственным ведомствам сельского хозяйства
- 3 отдел — по государственным ведомствам пищевой промышленности и торговли
- 4 отдел — по государственным ведомствам лесного хозяйства, водных ресурсов, органов охраны окружающей среды
- 5 отдел — по сельским общественным организациям

В 1985 центральный аппарат VI департамента насчитывал 103 функционера официального штата и 3 негласного штата. В 1988 численность снизилась соответственно до 87 и 3.
С ноября 1981 министр Кищак начал очередную реформу МВД. В целях повышения управляемости была проведена централизация и укрупнение, созданы несколько профильных служб. Департамент VI, наряду с III, IV, V, Исследовательским бюро, промышленная инспекция составили министерскую Службу безопасности.

### Оперативные особенности
Новому подразделению ставилась задача оперативного контроля над ведомствами и предприятиями сельского хозяйства и агропрома, подавление оппозиционных групп в сельской местности, борьба с «Сельской Солидарностью». В сферу ведения VI департамента входили также лесозаготовки (кроме деревообрабатывающей промышленности, оставшейся в V департаменте), водное хозяйство, охрана окружающей среды.
VI департамент не пользовался престижем в органах госбезопасности. Считалось, что сельская среда не требует серьёзных оперативных мероприятий. Офицеры ключевых департаментов — I, II, III, IV, V — пренебрежительно отзывались об этой «свинской разведке» (вариант: «свинской контрразведке»). Создание сельхоздепартамента рассматривалось как бюрократическое «грюндерство», учредительство ради учредительства. Но это являлось тенденцией МВД ПНР периода «кищаковской реформы» 1980-х. Стремление установить контроль госбезопасности над всей социальной жизнью (подобно MBP на рубеже 1940—1950-х) вело, с одной стороны, к укрупнению и централизации, с другой — ко всё большему профильному дроблению. Гротескным выражением стало создание в 1986 особой опергруппы на правах отдела «по борьбе со спекуляцией сёмками».

## Преобразование и упразднение
После Круглого стола и победы оппозиции на альтернативных выборах правительство возглавил представитель «Солидарности» Тадеуш Мазовецкий. Но генерал Кищак ещё около года оставался министром внутренних дел, в органах МВД сохранялась структура СБ. 24 августа 1989 Кищак издал приказ о создании Департамента защиты экономики (DOG). В него вошли V департамент, Главная инспекция охраны промышленности и VI департамент — под общим руководством генерала Сасина. Полковник Заорский и полковник Квятковский стали заместителями Сасина (Заорский — во второй раз). Полковник Яблоньский исполнял обязанности заместителя начальника Службы оперативной безопасности МВД генерала Стохая. В составе DOG функционировал 8 отдел — по сельскому хозяйству и продовольственному обеспечению.
10 мая 1990 DOG был упразднён. 31 июля 1990 расформирована СБ. Функции государственной безопасности перешли к новому Управлению охраны государства.